# Església de Sant Miquel (l'Alcora)
L'Església de Sant Miquel de l'Alcora, a la comarca de l'Alcalatén, és un monument declarat Bé de Rellevància Local, amb codi d'identificació 12.04.005-008, segons la Disposició Addicional Cinquena de la Llei 5/2007, de 9 de febrer, de la Generalitat Valenciana, de modificació de la Llei 4/1998, d'11 de juny, del Patrimoni Cultural Valencià (DOCV Núm. 5.449 / 13/02/2007).
L'església està situada en la Foia de l'Alcatén.

## Història
Originàriament, l'església era tan sols l'ermita del llogaret de la Foia, la qual es troba a 4 quilómetros al nord de l'Alcora, seguint la carretera CV-190 en direcció a Figueroles, poc abans de la seva confluència amb la CV-165 que porta a Costur. Es tracta d'un llogaret situat a la vall que forma el barranc del seu nom, al peu del Tossal de la Ferrisa, amb una escassa població d'amb prou feines 150 habitants.
L'actual església parroquial i antiga Ermita de Sant Miquel, es troba enfront d'una plaça en la part nord del nucli urbà. El temple original es va construir en 1629, gràcies a la contribució dineraria d'un matrimoni, Miquel Vilar i Úrsula Marquès, els qui volien que el temple tingués les mateixes dimensions que el Ermitorio de Sant Salvador.
Es tracta d'una església d'estil renaixentista i planta de nau única i forma rectangular amb tres altars, el major i dos laterals; podent-se destacar la cúpula central que externament es remata amb una creu sobre una esfera. En la façana principal s'obre l'única porta d'accés al temple, sobre escalinata i amb arc de mig punt. Es remata la mateixa amb una espadanya, moderna, amb dues campanes.
A l'església es venera a Sant Miquel, conservant-se també la Veracreu amb un magnífic reliquiari d'estil barroc. La pila baptismal, de gran riquesa pels seus paviments de la Reial fàbrica del Comte d'Aranda amb al·legories a l'"Hortus Conclusus", se situa en una de les capelles laterals, en concret en la de la Verge del Roser, que presenta remat interior en cúpula sobre petxines i tambor octogonal amb òculs, i externament coberta amb teules de ceràmica blava i blanca. També hi han llenços del segle xviii de l'Escola Valenciana i talles del segle xvii.